# Zimbabue en los Juegos Olímpicos de la Juventud 2018
Zimbabue compitió en los Juegos Olímpicos de la Juventud 2018 en Buenos Aires, Argentina, celebrados entre el 6 y el 18 de octubre de 2018. Su delegación no obtuvo medallas en los juegos.

## Medallero
| Medalla | Oro | Plata | Bronce | Total |
| ------- | --- | ----- | ------ | ----- |
| Total   | 0   | 0     | 0      | 0     |

## Disciplinas

### Ecuestre
Zambia clasificó a un corredor en base a su clasificación en el Ranking FEI World Jumping Challenge.
- Salto ecuestre individual - 1 atleta

### Hockey sobre césped
Zambia clasificó un equipo masculino en esta disciplina.
- Torneo masculino - 1 equipo